# Segar Bastard
Segar Richard Bastard (25 januari 1854 – 20 maart 1921) was een Engels amateurvoetballer en scheidsrechter. Hij speelde een interland voor het nationale voetbalelftal. Dit was een wedstrijd tegen Schotland op 13 maart 1880, waar hij als rechtsbuiten speelde.